# R Comae Berenices
R Comae Berenices är en pulserande variabel av Mira Ceti-typ i stjärnbilden Berenikes hår. Stjärnan var den första i stjärnbilden som fick en variabelbeteckning.
Stjärnan varierar mellan magnitud +7,1 och 14,6 med en period av 362,82 dygn.

## Fotnoter
1. ↑  Variabelstjärnornas beteckningar börjar med bokstäverna R-Z, därefter A-Q , följt av RR-ZZ och AA-QQ, varefter de börjar betecknas med bokstaven V och ett ordningsnummer, från och med V335.